# Intelligence
Intelligence — научный журнал, публикующий исследования и обзорные статьи, которые вносят существенный вклад в понимание природы и функций интеллекта. Является ведущим мировым научным изданием в своей области. Непосредственно связан с Международным сообществом по исследованию интеллекта. Импакт фактор — 3.162 (2013).

## Редакционная коллегия
Главный редактор:
- Douglas K. Detterman

Редакционная коллегия
- Timothy Bates (Австралия)
- R. Colom (Испания)
- T. Coyle (США)
- Y. Dodonova (Россия)
- C. Dolan (Голландия)
- Джеймс Флинн (Новая Зеландия)
- M. Frey (США)
- Richard Haier (США)
- Z. Hambrick (США)
- P. Irwing (Великобритания)
- W. Johnson (Великобритания)
- R. Jung (США)
- S. Karama (Канада)
- Y. Kovas (Великобритания)
- Ричард Линн (Великобритания)
- M. McDaniel (США)
- G. Meisenberg (Доминика)
- G. Miller (США)
- D. Molenaar (Голландия)
- A. Neubauer (Австрия)
- L. Penke (Германия)
- Robert Plomin (Великобритания)
- C. Reeve (США)
- M. Reynolds(США)
- H. Rindermann (Германия)
- C. Stough (Австралия)
- J. te Nijenhuis (Голландия)
- L. Thompson (США)
- E. Tucker-Drob (США)
- J. Wicherts (Голландия)